# Cineserra – Festival do Audiovisual da Serra Gaúcha 2013
A primeira edição do Cineserra ocorreu de 18 a 21 de outubro de 2013, com a participação de nove filmes de ficção de curta e média-metragem, onze documentários e seis videoclipes. Todas essas produções foram realizadas em cidades da Serra Gaúcha no período de janeiro de 2010 a dezembro de 2012.
A programação completa do evento incluiu três dias de exibições, durante os quais os projetos audiovisuais participantes foram apresentados em salas de cinema e auditórios na cidade de Caxias do Sul.
Além das exibições, o evento também ofereceu um workshop de dois dias sobre pós-produção no universo das câmeras DSLR, ministrado pelos cineastas Dimitre Lucho e Eduardo Rabin. Houve também uma palestra com a cineasta carioca Juliana Reis.
A cerimônia de premiação ocorreu em 22 de outubro do mesmo ano no Centro Municipal de Cultura Dr. Henrique Ordovás Filho. Nove premiações foram concedidas para filmes de ficção, abrangendo categorias como melhor filme, direção, roteiro, fotografia, direção de arte, edição, trilha sonora original, ator e atriz. No caso dos filmes documentários, foram entregues troféus para melhor filme, direção, fotografia, trilha sonora original, edição, além de uma menção honrosa. Os videoclipes participantes foram contemplados com prêmios de primeiro, segundo e terceiro lugar.
Os destaques da edição foram os filmes de ficção Armada, de Filipe Ferreira, e Proibido Falar Italiano, de Robinson Cabral, ambos de Caxias do Sul.
Esta edição do festival foi realizada com financiamento da Lei de Incentivo à Cultura da Prefeitura de Caxias do Sul e apoio cultural Randon, Racon Consórcios e Faculdade da Serra Gaúcha (FSG).

## Vencedores

### Ficção
- Melhor Filme: Armada, de Filipe Ferreira
- Melhor Direção: Robinson Cabral, por Proibido Falar Italiano
- Melhor Roteiro: Robinson Cabral, por Proibido Falar Italiano
- Melhor Fotografia: Luciano Paim, por Armada
- Melhor Direção de Arte: Filipe Mello, por As Últimas Palavras
- Melhor Edição: Rogério Mottin, por Armada
- Melhor Trilha Sonora Original: Fausto Prado, por Armada
- Melhor Ator: Joanin Andrighetti, por Proibido Falar Italiano
- Melhor Atriz: Odelta Simonetti, por Amargor

### Documentário
- Melhor Filme: Profissão: Músico, de Daniel Ignácio Vargas
- Melhor Direção: Éverton Rigatti, por De Outros Tempos
- Melhor Fotografia: Janete Kriger, por Bruno Segalla
- Melhor Trilha Sonora Original: Felipe Gue Martini, por Gigante de Ferro
- Melhor Edição: Boca Migotto, por Tcheco
- Menção Honrosa: Zarabatana, de Robinson Cabral

### Videoclipe
- 1º Lugar: InnerPain (Hecatombe), de Dêivis Horbach
- 2º Lugar: Milonga para los Perros (Projeto CCOMA), de Robinson Cabral
- 3º Lugar: Faz-me (Grandfúria), de Filipe Mello

## Outras edições do Cineserra
- Cineserra 2014
- Cineserra 2015
- Cineserra 2016
- Cineserra 2017
- Cineserra 2019
- Cineserra 2020
- Cineserra 2021